# Hymnen an die Nacht (Film)
Hymnen an die Nacht ist ein Kurzfilm-Drama des deutschen Autorenfilmers Selcuk Cara und des Kameramanns Nils A. Witt in Zusammenarbeit mit der Fachhochschule Dortmund und Amfortas Productions aus dem Jahr 2013.
Der Kurzfilm hatte seine Premiere 2013 unter seinem internationalen Titel Hymns to the night in der Sektion des Filmfestivals Rio Filmfest de Cinema, Brasilia. Noch im selben Jahr kam er in die offizielle Auswahl des Florence Festival Internazionale Di Cinema LGBT, Italy, Outtakes Film Festival, New Zealand und gemeinsam mit Filmen von Fatih Akin, Rosa von Praunheim und Tom Tykwer in die offizielle Auswahl des El lugar sin limites Film Festivals, Ecuador. Hymnen an die Nacht hatte seine Europa-Premiere 2014 in der Schweiz auf dem Everybodysperfect Filmfest, Genf. Seine Deutschland-Premiere hatte er auf dem Perlen Filmfestival in Hannover.

## Handlung
Zwei junge Mädchen treffen sich allabendlich, in ihrer sogenannten Poetischen Höhle, und saugen die Literatur der Deutschen Romantiker in sich auf. Das jüngere der beiden Mädchen geht, sich an den Hymnen an die Nacht von Novalis orientierend, einen Schritt zu weit und versucht sich das Leben zu nehmen. Das ältere der beiden Mädchen bleibt zunächst in der Tagwelt zurück, dann begreift sie die sinnlich vollkommene Entscheidung des jungen Mädchens und beschließt, ihr in die Nachtwelt zu folgen.